# Les Colocataires (bande dessinée)
Pour les articles homonymes, voir Les Colocataires.
Les Colocataires est une série de bande dessinée humoristique française créée par le scénariste Sylvain Runberg, le dessinateur Christopher et la coloriste Delf ainsi que Mathilda, éditée en album du 2005 au 2008 par Dupuis dans la collection « Expresso ».
Cette série est terminée.

## Description

### Synopsis
L'un des quatre locataires est parti avec sa copine aux Pays-Bas. Ces derniers reçoivent de nombreux demandeurs et découvre Maxime… qui leur réservera bien des surprises.

### Personnages
- Jean-Michel
- Antoine
- Julien
- Maxime

## Publications
- 1 Le Quatrième passager, Dupuis, Expresso, septembre 2005
Scénario : Sylvain Runberg - Dessin : Christopher - Couleurs : Delf -  (ISBN 2-8001-3750-9)
- 2 Gueules de bois, Dupuis, Expresso, juin 2006
Scénario : Sylvain Runberg - Dessin : Christopher - Couleurs : Delf -  (ISBN 2-8001-3807-6)
- 1 Retour sur investissement, Dupuis, Expresso, février 2008
Scénario : Sylvain Runberg - Dessin : Christopher - Couleurs : Mathilda -  (ISBN 978-2-8001-3978-4)